# Фамилии духовенства
Фамилии русского духовенства — группа русских фамилий, носимых представителями духовного сословия и их потомками, попавшими в другие сословия.
Фамилии у великорусского духовенства образовывались, в основном, в течение непродолжительного периода — конец XVIII — начало XIX вв.
Духовенство, единственное из сословий Российской империи, получило привилегию свободной смены фамилии, и стало единственной социальной группой в России, сделавшей из введения в обиход искусственных фамилий систематическую практику — т. н. семинаристские фамилии.

## История
Как и другие сословия, кроме дворянства («офамиленного» с XIV века), духовное сословие первоначально фамилий не имело, в документах записывались лишь по имени или в форме имя + полуотчество (Иван Иванов, а не Иван Иванович), по прозвищу и по приходу. Как отмечает исследовательница Н.Маркова, в выписках из переписных книг по Коломенскому уезду за 1705 год, где фигурирует 716 персоны, упомянуты всего 4 фамилии.
С конца XVII века духовенство начинает долгую и упорную борьбу за право иметь фамилии, которые приближали бы их к привилегированным сословиям. Начало процесса получения фамилий представителями сословий — массовое внедрение духовных школ.
В. В. Шереметевский приводит следующие данные об студентах духовного сословия: «Все 282 ученика, учившиеся в Новгородской школе с 1706 по 1729 год, имели фамилии патронимические; такия же фамилии имели в 1722 году все 39 учеников Тверской школы, кроме одного „певческого брата“ Ключарева, равно как и все 40 учеников Суздальской семинарии в 1744 году кроме одного также „певческаго брата“ Троицкого; все ученики богословия Смоленской семинарии в 1747 году не имели фамилий и перечислялись в списке просто так: „попа Алексея Иродионова сын Иаков, священника Иосифа сын Михаил“ и т. д. В многолюдных школах необходимость опознаться среди бесчисленных Ивановых и Петровых заставляла давать особое прозвище каждому ученику. В Московской Академии с Русской школой, имевшей в 1737 году более 700 учеников, только около 200 учеников назывались по именам их отцов, прочие же имели особые прозвища».
Во внутренней документации, например, списках студентов семинарий и академий, ученики могли именоваться пофамильно. Тем не менее, в исповедных росписях и ревизских сказках фамилии духовенства практически не появляются, в случае Московской губернии — до 1830—1840-х годов. В различных регионах скорость появления фамилий в документах разнится. Например, впервые массово фамилии для большинства членов причтов Коломенского уезда появились в клировых ведомостях 1827 года. В ревизских сказках Московской губернии фамилии отсутствуют в 1816 году, мелькают в 1834 году и обязательны в 1850 году.
Примечательная особенность: фамилии могли не наследоваться, братья могли иметь разные фамилии, у одного человека на протяжении жизни фамилия могла меняться. В разных обстоятельствах могли использовались разные фамилии, например, при переходе из училища в семинарию, или по окончании академии могли вернуть отцовскую фамилию вместо семинаристской. Фамилии могли наследоваться по женской линии или браться по жене, с приходом её отца. Поэтому фамилию духовного лица нужно с большой осторожностью экстраполировать на его предков и даже на братьев.
Чем «знатней» была духовная династия, тем раньше в нём закреплялась фамилия. Так, дети иереев, протоиереев чаще всего имели фамилии, поэтому в семинариях, либо оставляли родовую фамилию, либо получали новую. Дети же дьячков и пономарей, особенно из глухих уголков, чаще всего фамилий не имели, поэтому получали их в училище или семинарии.
Количественно пропорция семинаристских фамилий у клира не была подавляющей: так, по данным Шереметевского, даже к 1830-м годам в некоторых епархиях «горнило» учебных заведений, с обязательным обзаведением фамилией, прошли из городского духовенства около половины, а в деревнях и селах — около четверти представителей. Поэтому духовное начальство принимало меры к тому, чтобы фамилиями обзаводились и те, кто не получил образование с прилагавшейся к этому фамилией. Так, в 1832 году Саратовская консистория разослала по епархии указ, в котором предписывала членам клира писаться именем, отчеством и фамилией, «а, как многие из священноцерковнослужителей фамилий не имеют, то указом и предписывается избрать себе таковые». Придуманные в этой волне фамилии духовенства не были столь же изысканными, как семинаристские латинизированные.
Только с середины XIX века практика награждения семинаристов искусственными фамилиями была упразднена. Имеющиеся (и вновь образованные) фамилии получили код родовых, передающихся по наследству, то есть стали фамилиями в собственном смысле. В указе Синода от 18 ноября 1846 года сказано: «В некоторых епархиях существует обычай переменять воспитанникам духовных заведений фамилии их отцов и усваивать прозвания, нередко весьма странные и несвойственные для лиц духовного звания. Таковой обычай, которому нигде нет примера, противен разуму постановлений о союзе семейственном, устраняет достодолжное уважение к поколениям, поставляет каждого вне общественной связи с предками и потомками и по делам производит запутанность и даже совершенную невозможность разрешать вопросы о различии прав по их происхождению. <Предписывается> по всему Духовному ведомству, чтобы впредь никому в сем ведомстве не усвоялись фамилии произвольные, но чтобы по общему правилу дети сохраняли фамилии своих отцов». Это постановление было подтверждено указами от 31 декабря 1851 г. и от 7 июля 1857 г., причем последний предписал сыновьям бесфамильных отцов дать фамилии, образованные от имен отцов.
Изучение фамилий православного духовенства велись с начала XX-го в., когда был опубликован фундаментальный труд Шереметевского.

## Типы фамилий

### По именам
В период формирования фамилий людей недворянского происхождения именовали с уничижительным формантом «-к-(а)», а духовенство несколько отличали — к именам священников добавляли другой суффикс — «-ище». Так, мужик Ивашка, но поп Иванище. Поэтому отыменные фамилии с подобным суффиксом могут иметь духовное происхождение.
- Радищев[6] — от имени Родион

Н. Маркова, проанализировав 625 фамилии семинаристов Московской епархии, пишет про образование у них фамилий из имен: «Фамилий, происходящих от христианских имён, немного, немногочисленны и их носители. Из них 17 фамилий по 1 лицу, и всего 8 фамилий, которых носили более 5 лиц, причём все они (Протасов — 12, Наумов — 9, Модестов — 7; по 6 — Антушев, Вениаминов, Марков) произошли от редчайших имён. Ни одно из них не встречается у семинаристов в качестве личного. А от самых распространённых личных имён произошли очень редкие фамилии. Ивановых и Николаевых по 4 человека, Петровых — 2».

### По географическим пунктам
Это, как правило, искусственные семинаристские фамилии (см. ниже), дававшиеся по родине студента.
Географические фамилии образовывались для духовенства суффиксами «-цев»: Казанцев, Ростовцев, Суздальцев, Муромцев.
Среди духовного сословия достаточно фамилий, выглядящих дворянскими — это вызвано тем, что студенты получали фамилии по географическим пунктам с таким звучанием, названным по своим помещикам.

### Семинаристские фамилии
См.: Семинаристские фамилии
Семинаристские фамилии — русские «благозвучные» искусственные фамилии, которые с конца XVII века в духовных училищах, семинариях и академиях представители духовного сословия получали впервые или же взамен родных фамилий.
- Полный список см. в статье.
- Наиболее распространенные «простые» семинаристские фамилии:
  - Виноградов[6]
  - Дроздов[2]
  - Колоколов, Колокольников — такие фамилии часто получали в духовных училищах и семинариях дети низших церковных служителей — дьячков и пономарей[6]
  - Лебедев[8]
  - Малинин[2]
  - Орлов[2]
  - Розанов[2]
  - Смирнов
  - Соколов[2]
  - Соловьев
  - Тихомиров
  - Цветков[9]
  - Шумов

### По духовным званиям
Помимо ярких искусственных фамилий также встречаются более простые по должностям:
- Владыкин[1]
- Дьяконов[10], Диаконов, Дьяков[11] («дьяк» — допетровская канцелярская должность, не относится к духовному сословию, как и «подьячий»; «диакон» и «дьячок» — две разных ступени в иерархии)
- Дьячков[12]
  - Дьячихин[13]
- Игумнов[10]
- Монахов
- Пономарёв, Подомарев, Панамарёв, Парамарёв, Подмарёв, Подомарёв, Понамарёв, Пономарьков, Пономаренок, Паламар (укр. — Паламарчук)
- Попов[10] (№ 4 в списке русских фамилий по популярности), Попков, Попцов, Поповский, Поповицкий, Поповцев, Попиков, Попок, Попович, Поповкин, Попайлов, Попченков — фамилии также от личного имени «Поп»[14] и от работавших на попов крестьян
  - Попадьин, Попадейкин, Попадьёв
- Просвирнин
- Протодьяконов[10]
- Протопопов
- Псаломщиков, Псальмов, Псалмопевцев[15]
- Распопов[6], Распопин[15] — то есть бывший поп

### По церковным занятиям и прозваниям
- Алтарев[15]
- Богомазов — художник-иконописец (не обязательно принадлежали к духовному сословию)
- Заказчиков (слово «заказчик», помимо прочего, означало у духовенства — старшего над священниками нескольких церквей)[6]
- Звонарев[1]
- Канунников — «канунник» — постное блюдо, которое едят в канун церковных праздников: обычно кутья или блины, переносное значение слова «канунник»: «Так бранят попов и вообще людей духовного чина»[14].
- Келарев[6] — келарь ведал хозяйством монастыря.
- Клиров, Клириков, Клериков[16]
- Ключарев[1], Ключев, Ключников, Клюшников
- Кутейников, Кутейщиков — от насмешливого прозвища, намек на привязанность духовенства к поминальному кушанью — кутье. Была поговорка: «Была бы кутья, а кутейники будут».[14]
- Малеванов — иконописец[14]
- Панафидин — от «панафида», просторечное искажение слова «панихида». Фамилия, вероятно, родилась в среде церковников, её могли дать детям дьячков, псаломщиков и иных служителей церкви, имевших отношение к отпеванию умерших[14].
- Певчев
- Ружников — слово «ружник» происходит от «руга» — «довольствие, отпускаемое церковнослужителям», то есть ружник — «получающий ругу», а в тех местностях, где духовенство получало ругу по договору от местного населения (например, во многих приходах Севера и Сибири), ружник — «сборщик руги, то есть продуктов для духовенства»[6].
- Титарев — «титарь» — то же, что ктитор: церковный староста[6].
- Трапезников — «трапезник», помимо прочего, это «низший церковный служитель, звонарь»; в XVI—XVII вв. «церковный сторож», он же на Севере — «сборщик продуктов для духовенства»[6].
- Чтецов[15]
- Храмов[15]

## Топ популярных фамилий
Полный статистический анализ явления ещё не проведен.
Н. Маркова составила рейтинг по Московской епархии на основе списков выпускников двух московских семинарий (Московской духовной семинарии и Вифанской духовной семинарии), окончивших их до 1870 года. В основном массиве 3032 человек и 625 фамилии, причем почти половина из них (280) встречаются лишь единожды, а ещё 195 (522 человек) — 2-4 раза. Таким образом, сколько-нибудь значимых фамильных групп всего 148 (2225 человек). Больше всего — 150 (без малого 5 %) от общего числа выпускников — Смирновы, дальше с большим отрывом почти подряд идут природные фамилии (Лебедев, Соколов, Виноградов, Цветков, Орлов, Розанов). Единственным исключением является фамилия, происходящая от названия храма — Никольский (между Цветковым и Орловым). Среди распространенных фамилий нет ни одной, образованной от христианского имени (Ивановых, Петровых, Фёдоровых), хотя это самый распространенный вариант происхождения фамилий для прочих сословий. Также она приводит данные по Коломне (всего 849 лиц) и Рязани (всего 5379 лиц), а также по Воронежу (топ: Попов, Иванов, Петров, Федоров, Лебедев, Васильев, Богомолов, Голубятников) и Костроме (топ: Лебедев, Соколов, Успенский, Смирнов, Виноградов, Груздев, Троицкий).
| МОСКВА | МОСКВА         | МОСКВА | МОСКВА | КОЛОМНА | КОЛОМНА        | КОЛОМНА | КОЛОМНА | РЯЗАНЬ | РЯЗАНЬ        | РЯЗАНЬ | РЯЗАНЬ |
|        | Фамилия        | Кол-во | %      |         | Фамилия        | Кол-во  | %       |        | Фамилия       | Кол-во | %      |
| ------ | -------------- | ------ | ------ | ------- | -------------- | ------- | ------- | ------ | ------------- | ------ | ------ |
| 1      | Смирнов        | 150    | 4.95 % | 1       | Смирнов        | 36      | 4.24 %  | 1      | Смирнов       | 166    | 3.1 %  |
| 2      | Лебедев        | 102    | 3.36 % | 2       | Марков         | 30      | 3.53 %  | 2      | Лебедев       | 96     | 1.8 %  |
| 3      | Соколов        | 93     | 3.07 % | 3       | Никольский     | 29      | 3.42 %  | 3      | Соколов       | 79     | 1.5 %  |
| 4      | Виноградов     | 67     | 2.21 % | 4       | Некрасов       | 25      | 2.94 %  | 4      | Орлов         | 68     | 1.3 %  |
| 5      | Цветков        | 46     | 1.52 % | 5       | Сергиевский    | 25      | 2.94 %  | 5      | Виноградов    | 61     | 1.1 %  |
| 6      | Никольский     | 46     | 1.52 % | 6       | Соколов        | 21      | 2.47 %  | 6      | Успенский     | 42     | 0.8 %  |
| 7      | Орлов          | 42     | 1.39 % | 7       | Путилин        | 20      | 2.36 %  | 7      | Крылов        | 41     | 0.8 %  |
| 8      | Розанов        | 41     | 1.35 % | 8       | Хавский        | 19      | 2.24 %  | 8      | Соловьев      | 40     | 0.7 %  |
| 9      | Покровский     | 39     | 1.29 % | 9       | Покровский     | 18      | 2.12 %  | 9      | Чельцов       | 40     | 0.7 %  |
| 10     | Соловьев       | 39     | 1.29 % | 10      | Протопопов     | 18      | 2.12 %  | 10     | Покровский    | 39     | 0.7 %  |
| 11     | Беляев         | 34     | 1.12 % | 11      | Введенский     | 17      | 2.00 %  | 11     | Троицкий      | 38     | 0.7 %  |
| 12     | Некрасов       | 31     | 1.02 % | 12      | Воскресенский  | 16      | 1.88 %  | 12     | Беляев        | 35     | 0.7 %  |
| 13     | Воскресенский  | 30     | 0.99 % | 13      | Успенский      | 12      | 1.41 %  | 13     | Кедров        | 35     | 0.7 %  |
| 14     | Воздвиженский  | 30     | 0.99 % | 14      | Архангельский  | 11      | 1.30 %  | 14     | Некрасов      | 34     | 0.6 %  |
| 15     | Скворцов       | 29     | 0.96 % | 15      | Богословский   | 11      | 1.30 %  | 15     | Архангельский | 33     | 0.6 %  |
| 16     | Протопопов     | 29     | 0.96 % | 16      | Кедров         | 11      | 1.30 %  | 16     | Дмитревский   | 33     | 0.6 %  |
| 17     | Богословский   | 28     | 0.92 % | 17      | Соловьев       | 11      | 1.30 %  | 17     | Кротков       | 31     | 0.6 %  |
| 18     | Зверев         | 28     | 0.92 % | 18      | Лосев          | 10      | 1.18 %  | 18     | Никольский    | 30     | 0.6 %  |
| 19     | Рождественский | 28     | 0.92 % | 19      | Рождественский | 10      | 1.18 %  | 19     | Полянский     | 30     | 0.6 %  |
| 20     | Крылов         | 26     | 0.86 % | 20      | Шкинский       | 10      | 1.18 %  | 20     | Тихомиров     | 28     | 0.5 %  |
| 21     | Тихомиров      | 26     | 0.86 % | 21      | Виноградов     | 9       | 1.06 %  | 21     | Васильев      | 27     | 0.5 %  |
| 22     | Любимов        | 25     | 0.82 % | 22      | Горский        | 9       | 1.06 %  | 22     | Петропавлов   | 26     | 0.5 %  |
| 23     | Ильинский      | 24     | 0.79 % | 23      | Знаменский     | 9       | 1.06 %  | 23     | Постников     | 25     | 0.5 %  |
| 24     | Попов          | 24     | 0.79 % | 24      | Красновский    | 9       | 1.06 %  | 24     | Вишневский    | 23     | 0.4 %  |
| 25     | Успенский      | 24     | 0.79 % | 25      | Попов          | 9       | 1.06 %  | 25     | Молчанов      | 23     | 0.4 %  |
| 26     | Архангельский  | 23     | 0.76 % | 26      | Постников      | 9       | 1.06 %  | 26     | Боголепов     | 22     | 0.4 %  |
| 27     | Боголепов      | 22     | 0.73 % | 27      | Богоявленский  | 9       | 1.06 %  | 27     | Гусев         | 22     | 0.4 %  |
| 28     | Холмогоров     | 21     | 0.69 % |         |                |         |         |        |               |        |        |
| 29     | Ключарев       | 20     | 0.66 % |         |                |         |         |        |               |        |        |
| 30     | Поспелов       | 19     | 0.63 % |         |                |         |         |        |               |        |        |
| 31     | Румянцев       | 19     | 0.63 % |         |                |         |         |        |               |        |        |
| 32     | Сперанский     | 19     | 0.63 % |         |                |         |         |        |               |        |        |
| 33     | Богоявленский  | 18     | 0.59 % |         |                |         |         |        |               |        |        |
| 34     | Знаменский     | 18     | 0.59 % |         |                |         |         |        |               |        |        |
| 35     | Малинин        | 18     | 0.59 % |         |                |         |         |        |               |        |        |
| 36     | Остроумов      | 17     | 0.56 % |         |                |         |         |        |               |        |        |
| 37     | Сахаров        | 17     | 0.56 % |         |                |         |         |        |               |        |        |
| 38     | Терновский     | 17     | 0.56 % |         |                |         |         |        |               |        |        |